# کورکویو (جیحان)
کورکویو (به ترکی استانبولی: Körkuyu) یک منطقهٔ مسکونی در ترکیه است که در جیحان واقع شده‌است.